# Писаренко, Виктор Осипович
Виктор Осипович Писаренко (1897, Витебская губерния — 9 сентября 1931, Брянск, Западная область) — советский лётчик, лётчик-испытатель, участник перелётов, авиаконструктор. Один из пионеров советской авиации.

## Биография
Родился в 1897 году в семье железнодорожного рабочего.
В 1915 году окончил технические курсы и поступил вольноопределяющимся в телеграфный батальон. После Октябрьской революции 1917 года вступил добровольцем в авиационный отряд, где работал сначала мотоциклистом, а затем механиком.
В 1920 году ступил в ряды ВКП(б) и, получив звание лётчика-наблюдателя, участвовал на разных фронтах во время Гражданской войны. В 1921 году по окончании повторных курсов лётчиков-наблюдателей был назначен в 213-й Казанский отряд Северного фронта, где участвовал в боях под командой П. Х. Межураупа.
В 1922 году поступил в Качинскую авиашколу и, окончив её через год, за «исключительно высокие лётные качества» был оставлен при ней инструктором. В 1923 году в мастерских авиашколы изготовил самолёт собственной конструкции, названый ВОП-1. 27 ноября 1923 года совершил первый полёт на построенном самолёте и провёл его испытания. Был командиром отряда.
Далее Виктор Осипович стал инструктором в Серпуховской школе стрельбы и бомбометания (Стрельбом), где в 1925 году был построен ещё один самолёт собственной конструкции «Писаренко-Т». Самолёт был испытан самим пилотом.
С 1925 года распоряжением начальника ВВС П. И. Баранова, но по собственному желанию, переведён на лётно-испытательскую работу в НИИ ВВС, где участвовал в испытаниях самолётов: И-4 (АНТ-5) (1927), Heinkel HD-37 (И-7) (1928), Р-5 (1929), Р-7 (АНТ-10) (1930).
С сентября 1930 года Виктор Осипович перешёл на работу в лётную инспекцию ВВС.

### Перелёты
- 27 июля по 9 августа 1926 года (с летнабом Б. В. Стерлиговым) перелёт Москва — Харьков — Ростов-на-Дону — Севастополь — Киев — Москва протяжённостью 3000 км.
- в июле 1928 Я. И. Алкснис и В. О. Писаренко совершили беспосадочный перелёт Москва — Севастополь, протяжённостью 1274 км за 6 часов 4 минуты, со средней скоростью 210 км/ч.
- 21 июля 1929 года Я. И. Алкснис и В. О. Писаренко на Р-5 выполнили беспосадочный перелёт Москва — Севастополь, протяжённостью 1276 км за 5 часов 30 минут.

### Гибель
9 сентября 1931 года лётчики В. О. Писаренко и П. Х. Межерауп совершали инспекционный полёт на Р-5. Около Брянска в тумане зацепили верхушки деревьев. Оба лётчика погибли.
Похоронен в закрытом колумбарии Нового Донского кладбища рядом с коллегой П. Х. Межераупом.